# Плотично (Ленинградская область)
Плотично — деревня в Подпорожском городском поселении Подпорожского района Ленинградской области.

## История
Упоминается в 1563 году как деревня На Плотижне Важинского погоста.
В 1582 году как сельцо Плотичья.
В 1628 году как сельцо-выставка Плотишно.
В 1648 году как село Плотишно на реке на Свири.

ПЛОТИЧНО — деревня при реке Свири, число дворов — 46, число жителей: 164 м. п., 178 ж. п.; Церковь православная. (1873 год)

Сборник Центрального статистического комитета описывал её так:

ПЛОТИЧНО (ПЛОТИЧЕНСКИЙ ПОГОСТ) — село бывшее государственное при реке Свири, дворов — 53, жителей — 310; Церковь православная. (1885 год)

Деревня административно относилась к Юксовской волости 2-го стана Лодейнопольского уезда Олонецкой губернии.

ПЛОТИЧНО (ПЛОТИЧЕНСКИЙ ПОГОСТ) — деревня Гоморовичского сельского общества при реке Свири, население крестьянское: домов — 87, семей — 88, мужчин — 231, женщин — 253, всего — 484; некрестьянское: домов — 4, семей — 2, мужчин — 2, женщин — 4, всего — 6; лошадей — 66, коров — 125, прочего — 153. Школа. (1905 год)

С 1917 по 1921 год деревня входила в состав Плотиченского сельсовета Юксовской волости Лодейнопольского уезда Олонецкой губернии.
С 1922 года в составе Вознесенской волости Ленинградской губернии.
С 1923 года в составе Остречинской волости.
С 1926 года в составе Пидемского сельсовета Подпорожской волости.
С 1927 года в составе Подпорожского района. В 1927 году население деревни составляло 639 человек.

Деревня Плотично на карте 1932 года

Согласно карте Ленинградской области Северо-западного аэрогеодезического треста ГГУ издания 1932 года деревня Плотично насчитывала 76 крестьянских дворов. В деревне находились пристань и церковь.
По данным 1933 года деревня Плотично входила в состав Пидемского сельсовета.

Деревня Плотично на карте РККА 1936 года

С 1 августа 1941 года по 31 мая 1944 года деревня находилась в финской оккупации.
С 1954 года в составе Гоморовичского сельсовета.
С 1963 года в составе Лодейнопольского района.
В 1961 году население деревни составляло 238 человек.
С 1965 года в составе Шеменского сельсовета Подпорожского района.
По данным 1966, 1973 и 1990 годов деревня Плотично также входила в состав Шеменского сельсовета.
В 1997 году в деревне Плотично Шеменской волости проживали 17 человек, в 2002 году — 40 человек (русские — 97 %).
В 2007 году в деревне Плотично Подпорожского ГП проживали 14 человек.

## География
Деревня расположена в северо-восточной части района на автодороге 41К-016 (Станция Оять — Плотично).
Расстояние до административного центра поселения — 41 км.
Расстояние до ближайшей железнодорожной станции Токари — 95 км.
Деревня находится на левом берегу реки Свирь.

## Демография
| 1873 | 1885 | 1905 | 1927 | 1961 | 1997 | 2007 |
| ---- | ---- | ---- | ---- | ---- | ---- | ---- |
| 342  | ↘310 | ↗490 | ↗639 | ↘238 | ↘17  | ↘14  |
| 2010 | 2017 |      |      |      |      |      |
| ↘13  | ↘7   |      |      |      |      |      |

### Национальный состав
Согласно данным Всероссийской переписи населения 2021 года в деревне проживали 10 человек, из них:
 русские — 5, украинцы — 5 человек.

## Улицы
Берёзовая, Голубая, Западный переулок, Лесная, Лодочная, Луговая, Речной переулок, Ромашковая, Светлый переулок, Северный переулок, Средний переулок, Южный.